# 涅米林齊 (捷奧菲波利區)
49°48′5″N 26°14′32″E / 49.80139°N 26.24222°E
內米林齊（烏克蘭語：Немиринці）是位於烏克蘭西部的村莊，由赫梅利尼茨基州裡赫梅利尼茨基區的泰奧菲波爾市鎮負責管轄。該村始建於1582年，面積0.72平方公里，海拔高度277米，2001年人口247，人口密度每平方公里343.5人。